# Baía de Namibe
La baía de Namibe o Little Fish Bay és una badia d'Angola. Està situada a la província de Namibe.

## Geografia
La Baía de Namibe és una badia ben protegida de l'oceà Atlàntic. Està orientada a l'oest, amb una cala al seu extrem nord es coneix com a Baía do Saco. Antigament era coneguda com a Baía de Moçâmedes. La ciutat de Namibe, capital de la província de Namibe i coneguda durant la dominació portuguesa com a Moçâmedes, està situada a l'extrem sud de la badia. La punta nord és Ponta do Giraul i la sud és Ponta do Noronha. El riu Bero desemboca a la badia.